# Gilmar
Gylmar dos Santos Neves (bedre kendt som Gilmar) (22. august 1930 i Santos, Brasilien - 25. august 2013) var en brasiliansk fodboldspiller, der som målmand på Brasiliens landshold vandt guld ved VM i 1958 og VM i 1962. Han deltog også ved VM i 1966. I alt nåede han, mellem 1953 og 1969, at spille hele 94 landskampe for brasilianerne, hvilket placerer ham på landets Top-10 over flest landsholdskampe.
Gilmar spillede på klubplan i hjemlandet hos henholdsvis Corinthians og Santos. Med begge klubber vandt han adskillige titler, i Santos som holdkammerat med blandt andet Pelé og Garrincha.